# Saryarka Karaganda
Saryarka Karaganda (kaz. Сарыарқа Қарағанды, ros. ХК Сарыарка Караганда) – kazachski klub hokeja na lodzie z siedzibą w Karagandzie.

## Historia
Pierwsza drużyna klubu w 2012 przystąpiła do rosyjskich rozgrywek Wyższej Hokejowej Ligi (WHL), a rezerwowy drugi zespół uczestniczy w narodowych mistrzostwach Wysszaja Liga. Do 2013 rezerwy funkcjonowały pod nazwą Saryarka 2, od 2013 do 2015 jako Bierkut Karaganda, a od 2015 zespołem farmerskim został HK Temyrtau. Przed rozpoczęciem sezonu WHL 2020/2021 z powodu pandemii COVID-19 drużyna została wyłączona z rozgrywek wraz z innymi uczestnikami spoza Rosji. Drużyna zdobyła mistrzostwo Kazachstanu w sezonie 2020/2021. Rok potem obroniła tytuł w 2022.

## Sukcesy
- Złoty medal mistrzostw Kazachstanu: 2010, 2021, 2022
- Brązowy medal mistrzostw Kazachstanu: 2011, 2012
- Udział w II rundzie Pucharu Kontynentalnego: 2010/2011
- Pierwsze miejsce w sezonie zasadniczym WHL: 2013, 2015
- Finał o Puchar Bratina: 2013
- Puchar Bratina: 2014; Puchar Pietrowa: 2019
- Puchar Kazachstanu: 2021[9][10]
- Drugie miejsce w Pucharze Kontynentalnym: 2022

## Szkoleniowcy
Od 2006 do 2008 szkoleniowcem Saryarki był Gałym Mambietalijew. Od 2014 do 2015 trenerem był Leonīds Tambijevs. W 2015 trenerem został Andriej Potajczuk a w sztabie szkoleniowym znaleźli się Wadim Jepanczincew, Aleksandr Kołobkow, Wiktar Kasciuczonak. W 2018 do końca września tego roku trenerem Saryarki był Fin Kari Heikkilä. W listopadzie 2018 szkoleniowcem Saryarki ponownie został Leonīds Tambijevs. Stanowisko sprawował do końca sezonu 2019/2020. Do września 2020 trenerem Saryarki był Rusłan Sulejmanow, gdy zastąpił go Jewgienij Korolow, a w październiku 2020 Aleksandr Sokołow. W drugiej połowie stycznia 2021 Sokołow opuścił stanowisko, a Korolow został mianowany głównym trenerem Saryarki. Od lutego do listopada 2021 szkoleniowcem Saryarki był ponownie Tambijevs. W styczniu 2022 trenerem został Łotysz Pēteris Skudra, który w maju 2022 przedłużył umowę o rok. W lipcu 2022 do jego sztabu wszedł Kazach Roman Kozłow i Białorusini Siarhiej Szapiaciuk i Andrej Kudzin.